# Kloster Ardenica

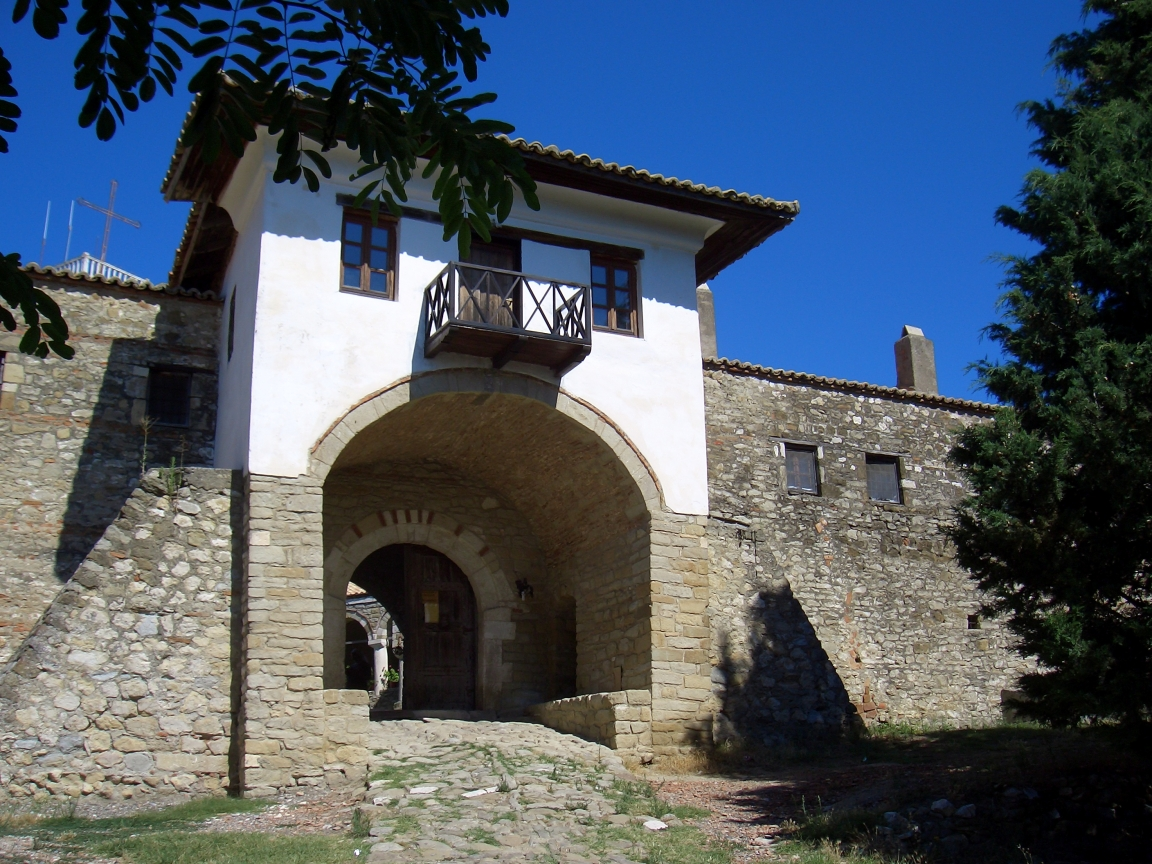
Torhaus

Das orthodoxe Kloster Ardenica (albanisch Manastiri i Ardenicës) liegt im Qark Fier in der mittelalbanischen Landschaft Myzeqe. Südöstlich der Klosteranlage am Fuße des Hügels von Ardenica gibt es auch ein kleines Dorf gleichen Namens.

## Lage
Koordinaten: 40° 49′ 7″ N, 19° 35′ 33″ O
Ardenica liegt über dem Dorf Kolonja auf dem Kamm eines 237 m ü. A. hohen Hügels, der die Myzeqe-Ebene dominiert. Das Kloster gehört zur Gemeinde Lushnja. Die Stadt ist rund 20 Kilometer entfernt, während es nach Fier rund zwölf Kilometer sind. Am östlichen Fuß des Hügels verläuft die Straße von Lushnja nach Fier (SH4). In antiker Zeit verlief etwa ein Kilometer südlich des Klosters ein Beiweg der Via Egnatia, der von Apollonia kommend zur von Durrës ins Landesinnere folgenden Straße führte.

## Geschichte
Man nimmt an, dass der byzantinische Kaiser Andronikos II. 1282 das Kloster auf dem Hügel von Ardenica errichten ließ und dass diese Stiftung mit einem Sieg des Kaisers über die neapolitanischen Truppen bei Berat in Zusammenhang steht. Schon Jahrhunderte zuvor gab es an gleicher Stelle eine Kapelle, die der Heiligen Dreifaltigkeit (griechisch Αγία Τριάδα, albanisch Shën Triadhë) geweiht war. Die neue Hauptkirche wurde aber unter das Patrozinium der Gottesmutter gestellt.
Es gibt eine Hypothese, dass die Kapelle auf den Fundamenten eines antiken Tempels erbaut worden ist, der der Göttin Artemis geweiht gewesen war. Von Artemis soll sich der moderne Ortsname Ardenica ableiten. In der Nähe des Klosters wurden tatsächlich antike Baureste gefunden, die vermutlich zu Thermen gehörten.
In einem osmanischen Defter der Nahija Myzeqe aus dem Jahr 1431/32 wird das Dorf Ardenica als Ort mit acht steuerpflichtigen Häusern genannt. 1451 heiratete der berühmte albanische Fürst Skanderbeg Donika Arianiti Muzaka in diesem Kloster.
1743 ließ Method, Bischof von Berat, der aus Bubullima in der Myzeqe stammte, umfangreiche Um- und Erweiterungsbauten in Ardenica vornehmen. Im Wesentlichen entspricht der heutige Zustand des Klosters dieser letzten großen Bauphase im 18. Jahrhundert.
Etwa zur selben Zeit lebte der Kleriker Nektarios Terpo (Mönchsname Hieronymus) im Kloster Ardenica. Der gelehrte Mönch schrieb in Griechisch, Latein, Albanisch und Aromounisch, und er lehrte diese Sprachen auch die jungen Mönchen des Klosters. 1773 wurde in Venedig ein Religionslehrbuch von Terpo gedruckt.
1780 erhielt Ardenica eine griechischsprachige Grundschule; sie wurde 1817 zu einem Gymnasium erweitert und bestand als solches bis kurz vor dem Zweiten Weltkrieg. Bereits seit dem 17. Jahrhundert war das Kloster ein Zentrum der höheren Bildung. Es verfügte über eine mit zuletzt 32.000 Bänden sehr umfangreiche Bibliothek. Darin fanden sich nicht nur Titel aus dem orthodoxen Kulturkreis, sondern auch Werke aus Westeuropa, Ungarn und Polen, die ein beredtes Zeugnis dafür ablegen, wie weit die geistigen Verbindungen der Mönche im 18. Jahrhundert reichten. Den größten Teil ihres Bücherschatzes bezog das Kloster Ardenica über die Handelsstadt Voskopoja, die in jener Zeit neben Konstantinopel das wichtigste kulturelle Zentrum auf dem Balkan war. 1932 ist die gesamte Bibliothek von Ardenica, etwa 32.000 Bände, einem Brand zum Opfer gefallen.
1967 wurde das Kloster von den kommunistischen Machthabern gewaltsam aufgelöst, aber nicht wie so viele andere Sakralbauten Albaniens zerstört, sondern zum Kulturdenkmal erklärt und als solches gepflegt. Ende der 1980er Jahre wurde die Klosteranlage in ein Touristenhotel umgewandelt; die Mönchszellen dienten als Zimmer. 1992 erhielt die orthodoxe Kirche Albaniens die Klosterkirche zurück. Unmittelbar danach wurde ein Priester nach Ardenica entsandt, der wieder regelmäßig Gottesdienste hielt. Es dauerte noch Jahre, bis auch die Nebengebäude und Ländereien zurückgegeben wurden. Seit Mitte der 1990er Jahre lebt wieder eine Gemeinschaft von Mönchen im Kloster.

## Bauten

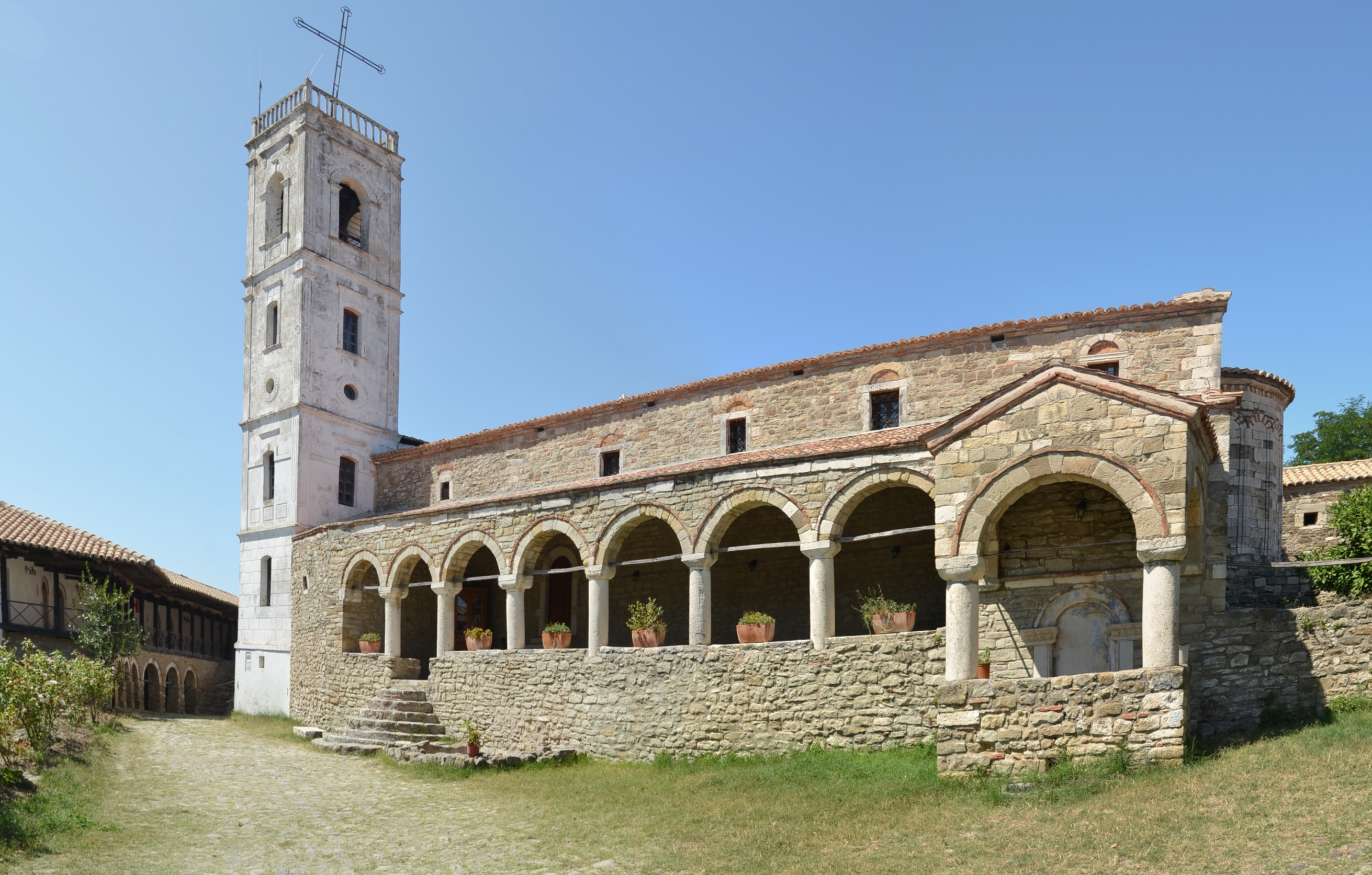
Marienkirche mit Glockenturm

Die Klosteranlage nimmt eine Fläche von 2500 Quadratmeter ein. Der Komplex umfasst neben der Marienkirche und der Dreifaltigkeitskapelle mehrere schmale Gebäude mit den Zellen für die Mönche, eine Ölmühle, eine Bäckerei, Stallungen und das Torhaus. Bei der Hauptkirche handelt es sich um eine Basilika, die alle für den byzantinischen Kirchentypus üblichen Räume (Exonarthex, Narthex, Naos usw.) aufweist. Die Steine zu ihrem Bau stammen zum großen Teil aus dem etwa 18 Kilometer entfernten Ruinenfeld von Apollonia. Der Glockenturm mit annähernd quadratischem Grundriss ist 24 Meter hoch. An der Südseite der Kirche verläuft ein offener Portikus, der von auf kurzen Säulen lagernden Rundbögen überspannt ist. Das Kirchenschiff wird durch zwei hölzerne Säulenpaare in drei Teile gegliedert.

## Bilderschmuck der Marienkirche

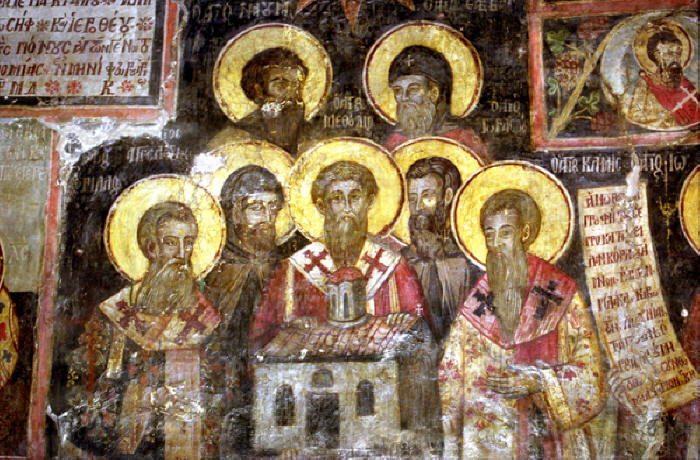
Ikone der „Sieben Heiligen“ Cyrill, Method, Kliment, Naum, Gorazd, Sava und Angelaros, dazu oben rechts Johannes Kukuzeli

Die Klosterkirche wurde 1744 von Konstantin und Athanasios Zografi aus Korça mit Fresken ausgemalt, die beide auch in Voskopoja und auf dem Athos tätig gewesen sind. Dargestellt sind Begebenheiten aus dem Leben der Gottesmutter und dem Leben Jesu sowie die Ausgießung des Hl. Geistes über die Apostel am Pfingsttag. Bemerkenswert unter den Heiligenbildern ist eine Darstellung des byzantinischen Musikwissenschaftlers und Mönchs Johannes Kukuzeli aus Dyrrachion, von dem es nur wenige Bilder gibt. Im Narthex wird die gesamte Ostwand von einer Darstellung des Jüngsten Gerichts eingenommen.
Auch die Ikonostase wurde im Jahr 1744 errichtet. Die Holzarbeiten weisen auf die Handwerkerschule von Voskopoja hin. Schöpfer der Ikonen war Konstantin Shpataraku. Auf einem der Heiligenbilder findet sich auch ein Abbild des albanischen Fürsten Karl Thopia. Dem Herrscher aus dem 14. Jahrhundert sind Krone und Szepter als Attribute beigegeben. Man erinnerte sich seiner vier Jahrhunderte später also als König.